# Kepler-31 c
Kepler-31 c (KOI 935.01, KOI-935 c, KIC 9347899 c, 2MASS J19360552+4551110 c) — крайняя из двухэкзопланет у звезды Kepler-31 в созвездии Лебедя.
Планета Kepler-31 с намного массивнее и крупнее Земли и, относится к классу тёплых газовых гигантов — планеты с обширной атмосферой и горячим ядром, не имеющие твёрдой поверхности, похожих на Нептун. Однако из-за близкого расположения её орбиты к родительской звезде эффективная температура планеты очень высока, поэтому её принято включать в класс горячих нептунов. Близкое расположение к звезде означает возможное испарение атмосферы в открытый космос.
Kepler-31 b имеет массу и радиус около 15 и 4,2 земных соответственно. Она обращается по круговой орбите на расстоянии 0,26 а. е. от родительской звезды. Полный оборот она совершает за 42 с лишним суток.

## Родная звезда
Kepler-31 — звезда, которая находится в созвездии Лебедя на расстоянии около 5773световых лет от нас. Вокруг звезды обращаются, как минимум, двепланеты и, ещё два кандидата в планеты.
Kepler-31 представляет собой звезду 15,2 видимой звёздной величины, по размерам и массе схожа нашему Солнцу. Масса звезды равна 1,21 солнечной, а радиус — 1,22.

## Статьи
- Roberto Sanchis-Ojeda et all. Alignment of the stellar spin with the orbits of a three-planet system (англ.). — 2012. — arXiv:1207.5804v1.
- William D. Cochran et all. Kepler 18-b, c, and d: A System Of Three Planets Confirmed by Transit Timing Variations, Lightcurve Validation, Spitzer Photometry and Radial Velocity Measurements (англ.). — 2011. — arXiv:1110.0820v1.
- William J. Borucki. Characteristics of planetary candidates observed by Kepler, II: Analysis of the first four months of data (англ.). — 2011. — arXiv:1102.0541v2.
- Stephen R. Kane, Dawn M. Gelino. Decoupling Phase Variations in Multi-Planet Systems (англ.) // The Astrophysical Journal. — IOP Publishing, 2012. — arXiv:1211.6747v1.
- Montet B., Johnson J. DModel-Independent Stellar and Planetary Masses from Multi-Transiting Exoplanetary Systems (недоступная ссылка — история) (англ.). — 2012. — arXiv:1211.4028v1.

## Каталоги
- Kepler-31 с (англ.). exoplanets.org. Архивировано 12 июля 2013 года.
- Kepler-31 с (англ.). Open Exoplanet Catalogue. Архивировано из оригинала 12 июля 2013 года.
- Kepler-31 с (англ.) (недоступная ссылка — история). Ames Research Center.
- Kepler-31 с (англ.). NASA Exoplanet Archive. Архивировано 12 июля 2013 года.
- Kepler-31 с (англ.). SIMBAD. Архивировано 12 июля 2013 года.